# 九龍巴士71K線
九龍巴士71K線是香港一條來往太和邨及大埔墟站巴士路線，為大埔區內一條重要的區內線。
本線屬於大埔區區內線，定線十分迂迴，繞經大埔區區內所有公共屋邨；若依港鐵東鐵綫軌道計算，太和站及大埔墟站之間距離約1公里（步行來往本線起訖點亦比乘搭本線快），但本線的全程行車里數高達8.8公里，車資也比港鐵高，因此本線定位為邨與邨之間的流水線（例如學生乘搭本線上下課），同時方便居民到大埔那打素醫院求診或探病。

## 歷史
- 1986年2月2日：本線正式投入服務，來往富善和運頭街（循環線）。
- 1989年6月1日：富善總站遷往太和，取消循環運作。同日更開辦來往富善和運頭街的短途服務。
- 1989年9月1日：路線不再途經大埔火車站，改經廣福邨。同日短途服務取消。
- 1993年1月10日：路線改為來往太和邨和大埔墟，來回程繞經汀太路（太湖花園）和富亨，並恢復循環運作。
- 1993年6月15日：路線改經大埔中心巴士總站。
- 1996年10月28日：配合大埔那打素醫院啟用，本線來回程繞經。
- 2003年1月19日：本線再度取消循環運作，改為雙向來往太和邨和大埔墟。
- 2003年4月6日：本線改為先經運頭塘邨，後經大埔墟，再返回大埔火車站。
- 2003年10月11日：本線增派低地台巴士行走。空調巴士收費為$4.1。
- 2007年11月1日：本線改為全空調巴士服務。降低全程收費至$3.9。
- 2008年6月8日：全程收費調高至$4.1。
- 2008年12月7日：增設與72線的八達通轉乘優惠及即日來回程車費折扣，以配合70線於當日起取消。
- 2011年5月15日：全程收費調高至$4.3。
- 2013年3月17日：全程收費調高至$4.5。
- 2014年7月6日：全程收費調高至$4.7。
- 2014年12月27日：來回程不再途經富亨巴士總站，改停頌雅路聖母聖心小學巴士站[1]。
- 2015年6月27日：增設到站時間預報。[2]

## 服務時間及班次
| 太和開               | 太和開      | 太和開       | 大埔墟站開           | 大埔墟站開   | 大埔墟站開   |
| 日期                 | 服務時間    | 班次（分鐘） | 日期                 | 服務時間     | 班次（分鐘） |
| -------------------- | ----------- | ------------ | -------------------- | ------------ | ------------ |
| 星期一至五           | 06:00-07:00 | 15           | 星期一至五           | 06:10、06:35 | 06:10、06:35 |
| 星期一至五           | 07:12       | 07:12        | 星期一至五           | 06:55-07:25  | 15           |
| 星期一至五           | 07:25-07:55 | 15           | 星期一至五           | 07:47        | 07:47        |
| 星期一至五           | 07:55-08:55 | 20           | 星期一至五           | 08:10-09:50  | 20           |
| 星期一至五           | 08:55-14:55 | 15           | 星期一至五           | 09:50-10:20  | 15           |
| 星期一至五           | 14:55-15:55 | 12           | 星期一至五           | 10:20-11:20  | 12           |
| 星期一至五           | 15:55-17:10 | 15           | 星期一至五           | 11:20-15:05  | 15           |
| 星期一至五           | 17:10-19:30 | 20           | 星期一至五           | 15:05-16:05  | 12           |
| 星期一至五           | 19:30-00:30 | 25           | 星期一至五           | 16:05-17:20  | 15           |
|                      |             |              | 星期一至五           | 17:20-19:40  | 20           |
| 19:40-00:40          | 25          |              | 星期一至五           |              |              |
| 星期六、日及公眾假期 | 06:00-08:00 | 20           | 星期六、日及公眾假期 | 06:10-09:10  | 20           |
| 星期六、日及公眾假期 | 08:00-17:30 | 15           | 星期六、日及公眾假期 | 09:10-17:55  | 15           |
| 星期六、日及公眾假期 | 17:30-22:50 | 20           | 星期六、日及公眾假期 | 17:55-22:35  | 20           |
| 星期六、日及公眾假期 | 22:50-00:30 | 25           | 星期六、日及公眾假期 | 22:35-00:40  | 25           |

## 收費
全程：$5.2
| - 本線設有12歲以下小童及65歲或以上長者半價優惠。 - 65歲或以上香港居民使用「樂悠咭」，以及12歲以下合資格殘疾兒童使用「殘疾人士身份」個人八達通繳付車資，均可享有每程$2.0或半價（以較低者為準）的票價優惠；12至64歲合資格殘疾人士使用「殘疾人士身份」個人八達通（包括「樂悠咭」），以及60至64歲香港居民使用「樂悠咭」繳付車資，均可享有每程$2.0或全費（以較低者為準）的票價優惠。 - 65歲或以上長者如使用長者或一般個人八達通繳付車資，則只可享有半價優惠；12至64歲合資格殘疾人士如不使用「殘疾人士身份」個人八達通，以及60至64歲人士如不使用「樂悠咭」繳付車資，必須繳付全費。 - 乘客可以現金或八達通於上車時付款，不設找續。 - 每位成人乘客可免費攜帶最多兩名4歲以下而不佔座位的兒童乘客乘車，超額之4歲以下小童必須繳付小童車費乘車。 - 持有「九巴月票」之乘客在車票有效期內，每日可享最多10程任何九龍巴士及龍運巴士路線（包括本路線，以及聯營路線的九龍巴士／龍運巴士提供的班次；惟乘搭機場「A」及「NA」線則可享原價二七折優惠（不會計算每天10次合資格車程））；而B1線則每日可享最多各2程（不會計算每天10次合資格車程）。 - 九龍巴士、城巴、龍運巴士及陽光巴士全職員工及家屬（不包括外判職員）可免費乘搭本路線，惟必須拍職員或職員家屬八達通。 - 乘客亦可透過多元化電子支付系統（e度嘟）繳付車資，包括使用非接觸式VISA卡、JCB卡、萬事達卡、銀聯卡、美國運通、大來國際、Discover Card、Apple Pay、Google Pay、Samsung Pay、AlipayHK「易乘碼」、支付寶、WeChatHK／微信支付「搭車碼」、銀聯雲閃付「乘車碼」及BOC Pay「乘車碼」。乘客使用此付款方式，使用此支付方式的乘客可享有中途下車之分段收費，以及與其他九巴／龍運獨營路線或聯營線九巴／龍運班次之轉乘優惠，惟不適用於與非九巴／龍運路線之轉乘優惠，亦不能享有「公共交通費用補貼計劃」及「長者及合資格殘疾人士公共交通票價優惠計劃」。 |

### 八達通轉乘優惠
乘客登上本線後150分鐘內以同一張八達通卡轉乘以下路線，或從以下路線登車後150分鐘內以同一張八達通卡轉乘本線，次程可獲車資折扣優惠：
71K←→九龍路線，次程可獲$4.2折扣優惠
- 71K任何方向 → 72X、73X、74A、74X或75X往九龍
- 72X、73X、74A、74X/74B或75X往大埔 → 71K任何方向

71K←→72
- 71K往大埔墟站 → 72往長沙灣，次程可獲$4.2折扣優惠
- 72往太和 → 71K往太和，次程可獲$4.2折扣優惠
- 71K往太和 → 72往長沙灣，次程可獲$4.7折扣優惠
- 72往太和 → 71K往大埔墟站，次程可獲$4.7折扣優惠

乘客於同一日內以同一張八達通卡乘搭71K往太和方向轉乘72線往長沙灣，回程之車程可獲額外$2.9折扣優惠
71K←→73或73A，次程可獲4.2折扣優惠

## 使用車輛
由於71K線是當時唯一直達大埔那打素醫院的巴士路線，不少傷殘人士團體和大埔區議員一直向運輸署和九巴要求在此路線增設低地台巴士服務，以便輪椅使用者往返該院。當局要求九巴為此路線提供空調巴士服務的同時，必須分階段以低地台巴士來取代原有的非空調巴士服務，且不應安排非低地台巴士行走。在地區人士及政府施壓下，2003年10月11日九巴終於把旗下富豪超級奧林比安12米巴士（3ASV）投放於此路線。由於地區人士關注此路線轉用空調巴士會加重乘客車費負擔，故有關方面未有直接將此路線全冷，然而當時餘下仍屬71K的丹尼士巨龍非空調巴士（S3N）實際上已恆常由空調巴士代替。
2007年71K線全空調化後，九巴嚴格規限此路線派車，從此不再派出非低地台巴士行走此路線。由當時起直至2017年九巴淘汰所有非低地台巴士時，71K線只有兩宗派出非低地台巴士的紀錄，分別是在2016年3月19日晚上出現丹尼士巨龍9.9米（ADS190／HY9798，來自72A線之柯打），以及同年5月5日早上的富豪奧林比安11米（AV518／HU6639，為72線柯打車，該車只走過此路線一單）。
九巴於2017年試驗於Enviro500 MMC（ATENU）下層車廂加設額外輪椅位。出於方便輪椅人士往返那打素醫院之緣故，其中一輛配備雙輪椅位的試驗車於2017年6月起成為此路線掛牌車。
現時本線使用2輛富豪B9TL 12米（AVBWU）及7輛亞歷山大丹尼士Enviro 500 MMC（1輛12米ATENU及6輛11.3米E6M），均屬上水車廠。
| 車隊編號 | 車牌   |
| -------- | ------ |
| ATENU254 | SN9360 |
| AVBWU377 | TC5189 |
| AVBWU383 | TC9680 |
| E6M78    | XA3958 |
| E6M80    | XA3577 |
| E6M87    | XA7248 |
| E6M94    | XB7933 |
| E6M106   | XJ1096 |
| E6M127   | YK2477 |

## 行車路線

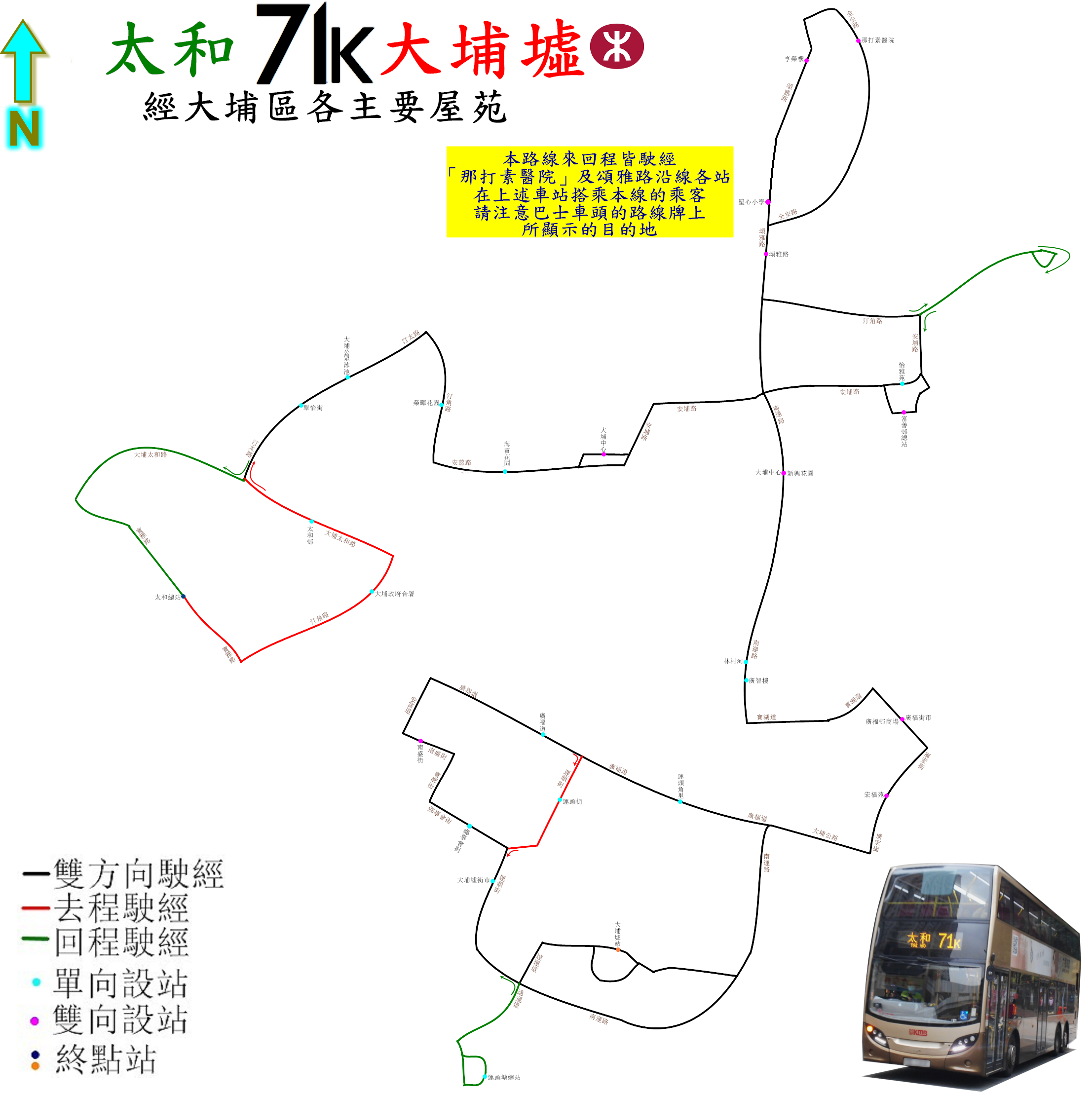
從本線的走線圖可見其走線甚為迂迴

太和開經：寶雅路、汀角路、大埔太和路、汀太路、汀角路、安慈路、大埔中心巴士總站、安埔路、南運路、頌雅路、全安路、全安路巴士總站、全安路、頌雅路、南運路、安埔路、富善邨巴士總站、安埔路、南運路、寶湖道、廣宏街、大埔公路—元洲仔段、南運路、運頭街、鄉事會街、寶鄉街、南盛街、安富道、廣福道、運頭街、南運路及雅運路。
大埔墟站開經：雅運路、達運道、運頭塘邨巴士總站、達運道、南運路、運頭街、鄉事會街、寶鄉街、南盛街、安富道、大埔轉車站—廣福道（Y4)、大埔公路—元洲仔段、廣宏街、寶湖道、南運路、安埔路、汀角路、頌雅路、全安路、頌雅路、南運路、安埔路、大埔中心巴士總站、安慈路、汀角路、汀太路、大埔太和路及寶雅路。

### 沿線車站
| 太和開 | 太和開           | 太和開                 | 大埔墟站開 | 大埔墟站開       | 大埔墟站開             |
| 序號   | 車站名稱         | 位置                   | 序號       | 車站名稱         | 位置                   |
| ------ | ---------------- | ---------------------- | ---------- | ---------------- | ---------------------- |
| 1      | 太和巴士總站     | 太和巴士總站           | 1          | 大埔墟站巴士總站 | 大埔墟站公共運輸交匯處 |
| 2      | 大埔政府合署     | 汀角路                 | 2          | 運頭塘邨         | 運頭塘邨巴士總站       |
| 3      | 太和邨           | 大埔太和路             | 3          | 大埔墟街市       | 運頭街                 |
| 4      | 大埔公眾泳池     | 汀太路                 | 4          | 南盛街           | 南盛街                 |
| 5      | 海寶花園         | 安慈路                 | 5          | 廣福道           | 廣福道                 |
| 6      | 大埔中心         | 大埔中心巴士總站       | 6          | 運頭角里         | 廣福道                 |
| 7      | 聖母聖心小學     | 頌雅路                 | 7          | 宏福苑           | 廣宏街                 |
| 8      | 富亨邨亨榮樓     | 頌雅路                 | 8          | 廣福邨商場       | 寶湖路                 |
| 9      | 那打素醫院       | 全安路                 | 9          | 林村河           | 南運路                 |
| 10     | 頌雅路           | 頌雅路                 | 10         | 大埔中心         | 南運路                 |
| 11     | 富善邨           | 富善邨巴士總站         | 11         | 怡雅苑           | 安埔路                 |
| 12     | 新興花園         | 南運路                 | 12         | 聖母聖心小學     | 頌雅路                 |
| 13     | 廣福邨廣智樓     | 南運路                 | 13         | 富亨邨亨榮樓     | 頌雅路                 |
| 14     | 廣福街市         | 廣福巴士總站           | 14         | 那打素醫院       | 全安路                 |
| 15     | 宏福苑           | 廣宏街                 | 15         | 頌雅路           | 頌雅路                 |
| 16     | 廣福邨           | 大埔公路－元洲仔段     | 16         | 大埔中心         | 大埔中心巴士總站       |
| 17     | 運頭塘邨         | 南運路                 | 17         | 榮暉花園         | 汀角路                 |
| 18     | 鄉事會街         | 鄉事會街               | 18         | 翠怡街           | 汀太路                 |
| 19     | 南盛街           | 南盛街                 | 19         | 太和巴士總站     | 太和巴士總站           |
| 20     | 運頭街           | 運頭街                 |            |                  |                        |
| 21     | 大埔墟站巴士總站 | 大埔墟站公共運輸交匯處 |            |                  |                        |

## 客量
本線走線十分迂迴，幾乎途經大埔區所有公共屋邨（太和邨、大元邨、富亨邨、富善邨、廣福邨、運頭塘邨），且沿途有不少中、小學，所以本線一直受學生歡迎，在上、下課時間客量甚高。但亦由於本線行車路線極迂迴(搭乘港鐵東鐵線甚至步行來往起訖點都遠比搭乘本線的快)，故大部份乘客不會坐足全程，亦經常被K12、K17、71A、71S等路線「搶客」，因此在非繁忙時間客量只屬一般。

## 外部連結
- 九龍巴士71K線 （页面存档备份，存于）